# Robert Lee (Texas)
Robert Lee település az Amerikai Egyesült Államok Texas államában, Coke megyében, melynek megyeszékhelye is. Lakosainak száma 1027 fő (2020. április 1.).

## Népesség
A település népességének változása:

| 2010 | 1 049 |
| 2020 | 1 027 |